# 멋진 친구들 (영화)
멋진 친구들(La Belle Equipe, They Were Five)은 프랑스에서 제작된 줄리앙 뒤비비에르 감독의 1936년 영화이다. 장 가뱅 등이 주연으로 출연하였다.

## 출연

### 주연
- 장 가뱅
- 샤를 바넬

### 조연
- 레이몬드 에이모스
- 샤를르 그랑발
- 마르셀 모피